# CCMP
Counter Mode with Cipher Block Chaining Message Authentication Code Protocol (CCMP) egy titkosítási protokoll, amely a vezeték nélküli helyi hálózatokhoz (wireless Local area networks - WLAN) kapcsolódó 802.11i szabványnak a része. A CCMP algoritmusa az AES szabványon alapszik.
Összehasonlítva a TKIP protokollal a CCMP fejlettebb titkosítást kínál. A CCMP 128 bites kulcsot alkalmaz és 48 bites inicializációs vektort, hogy minimalizálja a sebezhetőséget az ismétléses támadással szemben. A Counter Mode rész biztosítja az adatbiztonságot. A Cipher Block Chaining Message Authentication Code rész valósítja meg az adatintegritást és az azonosítást. A TKIP-pel összehasonlítva a CCMP továbbfejlesztett adatvédelme és biztonsága nagyobb számítási teljesítményt igényel, ezért gyakran új vagy fejlesztett hardvert igényel.
A 802.11i szabvány biztosítja a titkosítást a WLAN hálózati szabványok (802.11a, 802.11b, 802.11g) számára. Az AES titkosítási algoritmus az érzékeny de kormányzati szervek által nem besorolt adatok titkosítására szolgál. Így a kereskedelmi és magán szektor de facto szabványa lehet.